# Thronfolge (Schweden)
Die schwedische Thronfolge regelt, wer König oder Königin von Schweden werden kann, und ist im schwedischen Thronfolgegesetz (schwedisch Successionsordningen, SO) von 1810 festgelegt. Dieses Gesetz ist der älteste Teil der vierteiligen schwedischen Verfassung.

## Geschichte
Das Thronfolgegesetz wurde 1810 vom Ständereichstag angenommen und am 26. September des gleichen Jahres in Kraft gesetzt. Es ersetzte die vorhergehende Regelung und war notwendig geworden, um die Thronfolge nach der Wahl Jean Baptiste Bernadottes zum schwedischen Kronprinzen, des späteren Königs Karl XIV. Johann, zu regeln. Thronfolgeberechtigt waren nur dessen männliche Nachfahren.
Der Reichstag änderte das Thronfolgegesetz 1980 und erweiterte die Erbfolge auf weibliche Nachkommen. Außerdem wurde die Thronfolge des Geschlechts Bernadotte auf die Nachfahren des derzeitigen Königs Carl XVI. Gustaf beschränkt, womit Nachfahren Karl XIV. Johanns anderer Linien das Thronfolgerecht genommen wurde. Im Sinne einer Übergangsregel behielt Carl XVI. Gustafs Onkel Prinz Bertil das Thronfolgerecht nachrangig nach Carl XVI. Gustafs Nachkommen. Diese Übergangsregel wurde nach dem Tod des kinderlosen Prinzen Bertil 1997 obsolet. Schließlich wurde auch die Bestimmung, wonach die Heirat mit „eines einfachen schwedischen Mannes Tochter“ zum Ausschluss aus der Thronfolge führte, gestrichen. Die Bestimmung zum Ausschluss durch Heirat „eines einfachen ausländischen Mannes Tochter“ war bereits 1937 aus dem Gesetz gestrichen worden. 1976 hatte der König selbst eine Bürgerliche zur Frau genommen.

## Thronfolgeregelung
Das Thronfolgegesetz bestimmt, dass die schwedische Königswürde an Nachfahren von Carl XVI. Gustaf nach dem Erstgeburtsrecht weitervererbt wird. Ursprünglich waren nur männliche Nachkommen nachfolgeberechtigt, seit 1980 sind es auch weibliche Nachkommen.
Das Thronfolgegesetz enthält des Weiteren Regelungen zum Glauben und zur Eheschließung der Mitglieder des schwedischen Königshauses. Ein Mitglied des Königshauses muss sich zum evangelisch-lutherischen Glauben nach dem Augsburger Bekenntnis bekennen. Es muss in dieser Lehre erzogen werden und innerhalb des Reiches aufwachsen. Eine Eheschließung muss sowohl vom König als auch von der schwedischen Regierung genehmigt werden. Verstößt ein Mitglied des Königshauses gegen eine der Regelungen, verliert es sein Thronfolgerecht. Der König selbst ist nicht an die Bedingung zur Eheschließung gebunden, kann also ohne Genehmigung der Regierung eine Ehe eingehen. Nach heutiger Interpretation lässt das Thronfolgegesetz sowohl eine verschiedengeschlechtliche wie auch eine gleichgeschlechtliche Eheschließung zu.
Sollte kein Thronfolger zur Verfügung stehen, ernennt der Reichstag einen Reichsverweser (schwedisch Riksföreståndare), der die Amtsgeschäfte bis auf weiteres wahrnimmt. Bis 1974 war die Ernennung eines neuen Königshauses in diesem Fall vorgesehen. Seither werden keine Vorgaben mehr gemacht.

## Thronfolgerliste
Damit ergibt sich diese Thronfolgerliste:
1. Kronprinzessin Victoria (* 14. Juli 1977), ältestes Kind von König Carl XVI. Gustaf
2. 00Prinzessin Estelle (* 23. Februar 2012), ältestes Kind von Prinzessin Victoria
3. 00Prinz Oscar (* 2. März 2016), zweites Kind von Prinzessin Victoria
4. Prinz Carl Philip (* 13. Mai 1979), zweites Kind von König Carl XVI. Gustaf
5. 00Prinz Alexander (* 19. April 2016), ältestes Kind von Prinz Carl Philip
6. 00Prinz Gabriel (* 31. August 2017), zweites Kind von Prinz Carl Philip
7. 00Prinz Julian (* 26. März 2021), drittes Kind von Prinz Carl Philip
8. 00Prinzessin Ines (* 7. Februar 2025), viertes Kind von Prinz Carl Philip
9. Prinzessin Madeleine (* 10. Juni 1982), jüngstes Kind von König Carl XVI. Gustaf
10. 00Prinzessin Leonore (* 20. Februar 2014), ältestes Kind von Prinzessin Madeleine
11. 00Prinz Nicolas (* 15. Juni 2015), zweites Kind von Prinzessin Madeleine
12. 00Prinzessin Adrienne (* 9. März 2018), drittes Kind von Prinzessin Madeleine

## Austritt aus dem schwedischen Königshaus
Den formellen Austritt aus dem schwedischen Königshaus verlangte man bis 1973 von denjenigen thronfolgeberechtigten Prinzen, deren Ehen dem Gesetz der Ebenbürtigkeit widersprachen. Prinzessinnen waren bis 1979 nicht thronfolgeberechtigt. Regierende Könige waren in ihrer Wahl freier, weil sie Familienoberhaupt sind; so konnte König Carl XVI. Gustaf die Bürgerliche Silvia Sommerlath ehelichen.
Um eine Ehe einzugehen, muss die Genehmigung des Familienoberhauptes, also des regierenden Königs, eingeholt werden. War der Ehepartner nicht ebenbürtig, wurde diese gewöhnlich nur unter der Bedingung genehmigt, dass der betroffene Prinz seine Befähigung als Thronerbe verlor. Zudem verlor er seinen Herzogstitel und seine Stellung als Ritter und Komtur der Orden Seiner Königlichen Majestät, das heißt Ritter des Seraphinenordens, der ihm durch Geburt zustand. In der Regel durfte er nur das Großkreuz des zweithöchsten Ordens, des Ordens vom Nordstern, behalten. Der neue Name wurde ihm in einer besonderen Sitzung der Regierung in Anwesenheit des Königs (sog. Conseil, heute Konselj geschrieben) zugeteilt und lautete wie der Name des regierenden Geschlechts, also Bernadotte. In einem einzigen Fall (siehe unten, Prinz Oscar) erhielt einer der Betroffenen einen schwedischen Adelstitel; alle anderen waren anfänglich einfache „Herren Bernadotte“, bekamen aber später den luxemburgischen Grafentitel af Wisborg.
Eine Ausnahme von der Regel der Ebenbürtigkeit war die zweite Heirat des verwitweten Kronprinzen und späteren Königs Gustav VI. Adolf mit der streng genommen nicht ebenbürtigen Lady Louise Mountbatten im Jahre 1923, die von seinem Vater Gustav V. genehmigt wurde.
Zwischen 1888 und 1946 mussten fünf Prinzen aus dem Königshaus von Schweden austreten:
- 1888: Oscar Carl August (1859–1953), Sohn des Königs Oskar II., erhielt 1888 von der schwedischen und norwegischen Regierung den lebenslangen Titel Prinz Bernadotte und 1892 von seinem Onkel Adolph, Großherzog von Luxemburg, den luxemburgischen Titel Comte de Wisborg / Graf von Wisborg für sich und seine Nachkommen. Diese Linie existiert bis heute.
- 1932: Gustaf Lennart Nicolaus Paul (1909–2004), Enkel des Königs Gustav V., erhielt 1951 den luxemburgischen Grafentitel von Wisborg. Diese Linie existiert bis heute.
- 1934: Sigvard Oscar Fredrik (1907–2002), Sohn des Kronprinzen, späteren Königs Gustav VI. Adolf, erhielt 1951 den luxemburgischen Grafentitel von Wisborg. Diese Linie existiert bis heute.
- 1937: Carl Gustaf Oscar Fredrik Christian (1911–2003), Neffe des Königs Gustav V., Schwager des Königs von Belgien Leopold III., erhielt 1938 den lebenslangen belgischen Titel Prinz Bernadotte und einen belgischen Grafentitel für seine Nachkommen. Die Linie ist erloschen.
- 1946: Carl-Johan Arthur (1916–2012), Sohn des Kronprinzen (späteren Königs Gustav VI. Adolf), erhielt 1951 den luxemburgischen Grafentitel von Wisborg. Er adoptierte zwei Kinder: Monica Bonde (* 1948) und Christian Bernadotte (* 1949).

Sämtliche Bernadottes mit luxemburgischer Grafenwürde erhielten das 1892 dem Prinzen Oscar verliehene Wappen, jedoch ohne das Prädikat von Wisborg. Mehrere der Grafen und Gräfinnen von Wisborg benennen sich Bernadotte af Wisborg und verdeutlichen so die Verbindung mit Schweden.
Durch diese Austritte war beim Tode König Gustav VI. Adolfs im Jahre 1973 die Schar der thronfolgeberechtigten Prinzen derart reduziert, dass nur zwei (von insgesamt etwa 17 lebenden männlichen Bernadottes) thronfähig geblieben waren – der heutige König Carl XVI. Gustaf und sein damals 61-jähriger Onkel Prinz Bertil.
Im Jahr 1976 genehmigte König Carl XVI. Gustaf die Ehe seines Onkels Prinz Bertil, Herzog von Halland (1912–1997), mit dessen langjähriger Lebensgefährtin Mrs. Lilian Craig geb. Davies ohne Verlust der Prinzenwürde.